# 6-ти септември
„6-и септември“ е централна улица в София.
Носи името си от датата 6 септември, на която е обявено Съединението на България. До 1892 г. носи името „Княжевска“.
Прострира се от бул. „Цар Освободител“ (след който се нарича ул. „Париж“) до бул. „Христо и Евлоги Георгиеви“ през целия център на София. Пресича се с някои основни пътища в София като ул. „Ген. Й. Гурко“, ул. „Граф Игнатиев“, бул. „Патриарх Евтимий“ и бул. „Васил Левски“.

## История
След Освобождението улица „6-и септември“ носи името „Княжевска“, защото на нея се намирал малкият дворец на княз Александър Батенберг. През 1892 г. името е променено на „6-и септември“ в чест на датата на Съединението. В началото на 20-те години на XX век, започва масовото жилищно строителство.

## Обекти
Някои обекти, разположени по ул. „6-и септември“ или в нейния район:
Източна страна
- Посолство на Египет (№5) – сградата е построена през 1912 г. за къща на Стоян Тончев
- Унгарски културен институт (ул. „Аксаков“ №16)
- Министерство на вътрешните работи (№29)
- Църква „Св. Седмочисленици“ (ул. „Цар Иван Шишман“ №28)
- Резиденция на посланика на Великобритания (бул. „Васил Левски“ №36) – сградата е построена през 1914 г. и дълго време служи за посолство на Великобритания
- Посолство на Унгария (№57)

Западна страна
- Регионална дирекция по горите (ул. „Аксаков“ №14)
- Министерство на икономиката, енергетиката и туризма (ул. „Славянска“ №8)
- Пресцентър на МВР (ул. „Ген. Й. Гурко“ №23)